# Вибори у Ліхтенштейні
Вибори у Князівстві Ліхтенштейн — це спосіб формування вищих законодавчих представницьких органів влади шляхом прямого таємного голосування громадян.
Вибори до парламенту (Ландтагу) князівства проводяться кожні чотири роки за пропорційною виборчою системою. Виборче право надане усім громадянам, що досягли 20-річного віку (жінки отримали це право лише у 1984 році). Кожен виборець в Оберланді має 15 голосів, тоді як в Унтерланді — 10 голосів, тобто кожен голосуючий обирає кандидата на кожне місце у парламенті від виборчого округу. Для того, аби увійти до Ландтагу, партія має подолати 8% бар'єр.
За результатами виборів формується однопалатний парламент із 25 депутатів: 15 депутатів від виборчого округу Оберланд та 10 депутатів від округу Унтерланд. Ліхтенштейн має багатопартійну систему з двома домінуючими партіями.
Перші парламентські вибори у Ліхтенштейні відбулися у 1862 році після прийняття першої Конституції князівства, останні вибори — у лютому 2021 року. За результатами останніх виборів, до Ландтагу пройшли три партії.
| Партія                                       | Голоси  | %    | Місць | +/– |
| -------------------------------------------- | ------- | ---- | ----- | --- |
| Прогресивна громадянська партія Ліхтенштейну | 68 673  | 35,2 | 9     | -1  |
| Патріотичний союз                            | 65 742  | 33,7 | 8     | 0   |
| Рух незалежних                               | 35 885  | 18,4 | 5     | +1  |
| Вільний Список                               | 24 595  | 12,6 | 3     | 0   |
| Всього                                       | 194 895 | 100  | 25    | 0   |
| Дійсні голоси                                | 14 763  | 95,8 |       |     |
| Недійсні голоси                              | 645     | 4,2  |       |     |
| Всього                                       | 15 408  | 100  |       |     |
| Явка та зареєстровані виборці                | 19 806  | 77,8 |       |     |
| Джерело: Landstagwahlen                      |         |      |       |     |

Із депутатів Ландтагу формується Уряд Ліхтенштейну. Головою уряду — прем'єр-міністром — обирається представник партії, яка перемогла у парламентських виборах.